# Dimitri Tiomkin
Dmitrij Zinovjevitj Tiomkin, född 10 maj 1894 i Krementjuk, Kejsardömet Ryssland (nuvarande Ukraina), död 11 november 1979 i London, Storbritannien, var en rysk-amerikansk tonsättare och dirigent. Tiomkin var i huvudsak verksam som filmkompositör i Hollywood och är mest känd för västernproduktioner som Duell i solen, Sheriffen, Sheriffen i Dodge City och The Alamo.
Dimitri Tiomkin Oscarsnominerades 22 gånger, och fick ta emot priset vid fyra tillfällen. Tre gånger för bästa filmmusik för Sheriffen (1952), Mellan himmel och hav (1954) och Den gamle och havet (1958) samt en för bästa sång för "The Ballad of High Noon" från Sheriffen.
Han komponerade partituret till sci-fi-thrillern Something, som anses vara ett av de bästa sci-fi-stycken som någonsin skrivits, och hans konstigaste och mest experimentella partitur.

## Filmmusik (i urval)
- Zigenarkärlek (1930)
- Bortom horisonten (1937)
- Komedin om oss människor (1938)
- Mr Smith i Washington (1939)
- Vi behöver varann (1941)
- Skuggan av ett tvivel (1943)
- Livet är underbart (1946)
- Duell i solen (1946)
- Red River (1948)
- Cyrano de Bergerac - värjans mästare (1950)
- Främlingar på tåg (1951)
- Sheriffen (1952)
- Jag bekänner (1953)
- Slå nollan till polisen (1954)
- Mellan himmel och hav (1954)
- Faraos land (1955)
- En mans myteri (1955)
- Sheriffen i Dodge City (1957)
- Den gamle och havet (1958)
- The Alamo (1960)
- De oförsonliga (1960)
- Kanonerna på Navarone (1961)
- 55 dagar i Peking (1963)
- Romarrikets fall (1964)
- Katarina den stora (1968)

## Priser och utmärkelser
- Oscar för bästa filmmusik för drama eller komedi, för Sheriffen,  19 mars 1953[2]
- Oscar för bästa sång, för The Ballad of High Noon, med  Ned Washington,  19 mars 1953[2]
- Oscar för bästa filmmusik för drama eller komedi, för Mellan himmel och hav,  30 mars 1955[3]
- Oscar för bästa filmmusik för drama eller komedi, för Den gamle och havet,  6 april 1959[4]
- Golden Globe Award för bästa originalmusik, för The Alamo,  1960
- Golden Globe Award för bästa specialskrivna sång, för Town Without Pity,  1961
- Isabella den katolskas orden
- Riddare av Arts et Lettres-orden
- Officer av Hederslegionen

[Redigera Wikidata]